# M26 (granata)
L'M26 è una bomba a mano a frammentazione prodotta dagli Stati Uniti d'America.

## Descrizione
L'M26 fu una bomba a mano offensiva antiuomo sviluppata dall'Esercito degli Stati Uniti. La sua netta forma a limone gli ha fruttato il soprannome di "lemon grenade", cioè "bomba limone".
Le schegge sono causate da una spira apposita posta tra il guscio esterno e l'esplosivo. La spira metallica è stata progettata in modo che i frammenti non superino un raggio di 15 m, permettendo una esplosione più controllata la quale è meno probabile di ferire il lanciatore dei modelli precedenti.

### Funzionamento
Per usare la granata il lanciatore deve rimuovere lo spinotto di sicurezza tenendo abbassata con la mano la leva di sicurezza (o "cucchiaio"). Finché l'utilizzatore mantiene ferma la leva, la bomba non si innesca. La spoletta si accende solo quando il percussore è liberato, dopo il rilascio della leva (la quale salta grazie ad una molla), dopo il lancio o dopo aver lasciato cadere la bomba.
Sulla versione M61, c'è uno spinotto in più che va rimosso prima del lancio, insieme allo spinotto ad anello (vedi immagine principale). Questa extra misura di sicurezza fu aggiunta in seguito a vari episodi di detonazione non desiderata, dopo che lo spinotto principale si era impigliato nelle piante del sottobosco, soprattutto nelle giungle del Vietnam.

## Storia

### Origini
Dopo la seconda guerra mondiale fu chiaro che la vecchia Mk2 presentava svariati problemi: creava una frammentazione diseguale del manto esterno, questi frammenti tendevano ad andare oltre il limite desiderato ed infine la spoletta causava del fumo e scintille, il che fu dichiarato inaccettabile.

### Lo sviluppo dell'M26
L'M26 fu sviluppato in seguito ad alcuni studi sulla Mk2. A differenza del suo predecessore, la spoletta non crea fumo e scintille, e l'esplosione non supera un raggio di 15 m.

### Utilizzo
La serie della M26 fu la granata a frammentazione primaria delle forze armate statunitensi durante la Guerra del Vietnam.

### Sostituzione
Le M26 furono sostituite dalla M67 dopo la guerra del Vietnam.

## Varianti

### M26A1
La M26A1è la M26 con la spira di frammentazione a contatto con la carica esplosiva.

### M26A2
La M26A2 è una M26A1 modificata per prendere un detonatore ad impatto. È leggermente più panciuta della M26A1.

### M61
La M61 è la M26A1 con uno spinotto di sicurezza in più, messa in seguito a vari episodi di detonazione causata dalla rimozione accidentale dello spinotto primario.

## Utilizzatori

### Canada
Il Canada introdusse l'M61, ma è stata sostituita dalla granata C13, una versione canadese della M67.

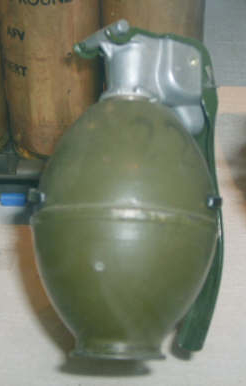
La L2A2 inglese

### Regno Unito
La serie L2 sono le versioni del Regno Unito della M26. È stata quasi completamente sostituita dalla bomba a mano L109. La L2A1 è identica alla M26, ma la L2A2 ha una spoletta diversa, per il resto è uguale alla M26.

### Israele
La M26 fu introdotta in Israele, ed è ancora in uso. la sua variante si chiama M26A2, ma non ha alcuna cosa in comune con la M26A2 statunitense.

### Australia
L'Australia introdusse la M26, ma è stata quasi del tutto sostituita dalla F1 (granata Australia).

### Portogallo
Il Portogallo prese la M26 con il nome di M312.

### Sudafrica
Il Sudafrica introdusse la M26, ma cambiò alla versione portoghese M312 per motivi non dichiarati.

## La M26 nella cultura di massa
- In ambito videoludico, la M26 compare nel videogioco Max Payne 2: The Fall of Max Payne.[9]
- In ambito cinematografico, la M26 compare nel film Desperado.[10]